# Ben Easter
Benjamin „Ben” Easter (ur. 1 maja 1979 w Denver) – amerykański aktor filmowy i telewizyjny, fotograf.

## Życiorys
Urodził się w Denver w stanie Kolorado. Ukończył Valley High School w West Des Moines w Iowa, gdzie do 1998 pracował jako ratownik w Holiday Park Pool. Był także instruktorem nauki pływania. W letnim numerze 1998 magazynu „Cosmopolitan” został uznany za jednego z „Najbardziej poszukiwanych mężczyzn”.
W 1999 zadebiutował na małym ekranie jako Carl w odcinku serialu MTV Rozebrany (Undressed). Następnie wystąpił jako Willie Matsoulis w dramacie telewizyjnym Zabić miłość (Cora Unashamed, 2000) i serialu CBS Żarty na bok (That’s Life, 2000). W superprodukcji Michaela Baya Pearl Harbor (2001) wcielił się w rolę Sailora. Później wystąpił u boku bliźniaczek Mary-Kate i Ashley Olsen w komedii familijnej Steve’a Purcella Mary-Kate i Ashley: Wakacje w słońcu (Holiday in the Sun,  2001) jako Jordan Landers i sześciu odcinkach serialu Fox Kids Jak dwie krople wody (So Little Time, 2002) jako Lennon Kincaid. W 2003 wystąpił jako Jason Dunphy w dwóch odcinkach serialu Fox Boston Public. W komedii fantastycznonaukowej Zenon: Z3 (2004) zagrał rolę Sage’a Borealisa. W dreszczowcu Koszmar kolejnego lata (I’ll Always Know What You Did Last Summer, 2006) z Brooke Nevin pojawił się jako Lance.
Easter rozpoczął pracę jako profesjonalny fotograf w 2008, a jego zdjęcia były od tego czasu prezentowane w „Icon”, „Glamaholic” i „DSM”. Jego wystawa w więzieniu Polk County w Des Moines w Iowa, zatytułowana „Konflikt”, została później odtworzona w Paryżu przez UNESCO. Pracował dla Wilhelmina Models i NEXT Model Management, a w 2012 był jednym z fotografów podczas kampanii prezydenckiej Baracka Obamy.